# Bulbine capitata
Bulbine capitata är en grästrädsväxtart som beskrevs av Karl von Poellnitz. Bulbine capitata ingår i släktet bulbiner, och familjen grästrädsväxter. Inga underarter finns listade i Catalogue of Life.